# Parque Ronald Webster
El Parque Ronald Webster (en inglés: Ronald Webster Park) es un estadio de usos múltiples en The Valley, la capital del territorio británico de ultramar de Anguila. Actualmente se utiliza sobre todo para los partidos de fútbol, aunque por muchos años, el equipo de críquet de las Islas de Sotavento jugó sus partidos en la Competencia Regional Cuatro días en este campo. El estadio tiene capacidad para 4.000 espectadores. Según la edición de marzo de 2009 de la revista The Wisden cricket, el espacio "tiene fama de permitir el mejor lanzamiento en el Caribe e incluso para rebotes".